# Kuh-e-Akher Sakhi
Der Kuh-e-Akher Sakhi ist ein 5170 m hoher Fünftausender im Hindukusch. Er gehört zum Massiv des Kuh-e Bandaka (6843 m), des höchsten Bergs Afghanistans. Weitere umliegende Gipfel sind beispielsweise der Kuh-e-Bandaka Tawika (6130 m) und der Kuh-e-Bandaka Uris (6010 m). Sie wurden gemeinsam mit dem Kuh-e-Akher Sakhi bei der Eisenerzer Hindukusch-Expedition 1965 von Adolf Huber, Johann Seitner, Horst Loder und Helmut Wöger erstbestiegen.

## Geographie
Der Berg liegt im Gebiet des Munjan Pass.